# إيرني آدامز (ممثل)
إيرني آدامز (بالإنجليزية: Ernie Adams)‏ هو ممثل أمريكي، ولد في 18 يونيو 1885 بسان فرانسيسكو في الولايات المتحدة، وتوفي في 26 نوفمبر 1947 بهوليوود في الولايات المتحدة بسبب مرض.

## أعمال

### أفلام
- (1933) سيدة لمدة يوم
- (1934) حدث ذات ليلة
- (1942) كبرياء اليانكيز

## وصلات خارجية
- إيرني آدامز على موقع IMDb (الإنجليزية)
- إيرني آدامز على موقع أول موفي (الإنجليزية)
- إيرني آدامز على موقع قاعدة بيانات برودواي على الإنترنت (الإنجليزية)
- إيرني آدامز على موقع قاعدة بيانات الفيلم (الإنجليزية)